# Ombrana sikimensis
Ombrana sikimensis es una especie de anfibio anuro de la familia Dicroglossidae, único miembro del género Ombrana. Se encuentra en Nepal, el noroeste de la India y, posiblemente en Bután.
Está amenazada debido a la destrucción de su hábitat.